# Norges fiskeri
Norges fiskeri har alle dage spillet en betydelig rolle i landets økonomi.
For et udpræget kystland som Norge er fiskeri vigtig for landets økonomi. Det lader sig da også let påvise, at så langt tilbage i tiden, som den historiske tradition går, har der været drevet fiskeri langs Norges kyster. For en væsentlig del er disse foregået på de samme strøg som endnu i dag. Særlig har de store fiskerier i Lofoten altid været årlig tilbagevendende. Det var først henimod slutningen af det 19. århundrede, at man i Norge ved siden af kystfiskeriet begyndte at drive et egentligt havfiskeri på bankerne ude i Norskehavet — den nordlige del af Nordsøen — ved hjælp af dertil egnede større dampskibe. Endnu foregår dog fiskerierne for størstedelen i en afstand af 12—20 km fra land i det grunde, kun 100—400 m dybe hav, der strækker sig som et plateau eller en platform langs kysten ud til »Eggen«, hvor bunden på mange steder brat sænker sig ned mod det Norske Havs store dybder (indtil henimod 4000 m). Ved »Eggen«’s rand og uden for denne foregår fiskeriet i de senere år næsten udelukkende fra dækkede fartøjer eller fra dampskibe; nærmere land endnu for en større del fra åbne både. Mest fiskerig er kysten nord for forbjerget Stat. De store fiskerier foregår særlig ved Lofoten samt uden for Finmark i nord, uden for Romsdalen i syd. Fiskeriet kan dog ofte være rigt også omkring Vigtenøerne, uden for Helgeland, i Vesterålen samt uden for Troms Fylke. Mindre fiskerig er kysten mellem Stat og Lindesnæs; dog har der til sine tider været drevet udmærkede sildefiskerier i afsnittet mellem Stat og Stavanger. Mindst fiskerig er strækningen øst for Lindesnes (Skagerrakkysten). Men også her, ligesom inde i fjordene og langs hele skærgården drives der et regelmæssigt såkaldt »hjemmefiskeri« af ikke ringe betydning for den daglige forsyning til de nærmeste byer og de omkringliggende bygder. To fiskearter er særlig bestemmende for de norske fiskerier: torsk og sild. Alene disse giver anledning til de »store« fiskerier. Norge har Europas største torskefiskerier. Torsken fiskes til de tider — i månederne januar til april — da den i umådelige mængder (»stimer«) søger ind mod Norges kyster på strækningen mellem Stavanger og Tromsø for at gyde, eller — lidt senere på året (april—juni) — for langs Finmarkens kyst at efterstræbe en lille fiskeart, kaldet Lodde, der om forsommeren søger ind under land i det nordligste Norge for at gyde. Den torsk, som søger sin næring i loddestimerne, kaldes gerne »loddetorsk«; den tilhører som regel de yngre årgange (4—8 år) af den samme torskeart, som fanges under de store vinter- og vårfiskerier længere syd på, mellem Troms og Rogaland (Stavanger) fylker, og som gerne benævnes skrei, og hvis stimer overvejende dannes af torskens ældre årgange, fra 8 op til 20 år.

## Fiskevær
Under de store fiskerier samles fiskerne i de såkaldte »fiskevær«. Herved forstås havne i nærheden af fiskepladserne, hvor der findes opført de nødvendige lagerhuse (»sjøboder«) for fiskeopkøberne, de nødtørftige beboelseshuse (»rorboder«) hvert med plads for 12—16 mand foruden rum til opbevaring af garn og andre redskaber samt af agnforsyningen. I et fiskevær kan der i sæsonen findes samlet op til 3—4.000 mand; uden for fisketiden ligger disse hussamlinger omtrent mennesketomme. De sanitære forhold i fiskeværene lod før i tiden meget tilbage at ønske; i de senere år er disse forhold forbedrede.

## Redskaber
Fangstredskaberne var i gamle dage så godt som udelukkende den almindelige enkle, endnu kun delvis benyttede håndsnøre, dybsagn. Nu benyttes ganske overvejende såkaldte liner, hvorved forstås 1.500—2.500 m lange, stærke snører, til hvilke er fæstet 1.200—2.000 angler eller kroge med sild, lodde, blæksprutte eller skæl til agn. Desuden benyttes i de senere år i stor udstrækning garn, bundne fiskeredskaber med masker af tilstrækkelig størrelse til, at fisken let sætter sig fast i dem. Garnene kan være sættegarn (faststående) på dertil egnede fiskepladser, eller drivgarn, ved lange tov fastgjorte til fartøjet, der da holdes i sådan fart, at garnet strækkes ud under driften med strømmen. Drivgarn benyttes fortrinsvis på det åbne hav. Ved de store torskefiskerier bruges imidlertid kun sættegarn, udsatte i den dybde, fisken til de ulige tider plejer at gå. Sættegarnene har i almindelighed en længde af 25—30 m; som regel forenes flere af dem til en garnlænke, der ofte kan få en længde af op til 1.000—1.200 m. Under »loddefisket« ved kysten af Finmark, hvor fisken står nær ind under land, benyttes fremdeles dybsagn (med lodde til agn).

## Behandling
Den ældste kendte måde at behandle de opfiskede torsk på, var at skære dem op efter bugen, udtage indvoldene og så hænge fisken op til lufttørring på træstilladser, såkaldte hjell. Ved denne fremgangsmåde fremstillede man tørfisk. Fra England indførtes i 17. århundrede den nu almindeligste behandlingsmåde af fisken: Man renser den omhyggelig og nedsalter den i fiskeværene, hvorefter den føres til tørrepladser i de indre dele af fjordene, hvor den lufttørres på flade klipper langs stranden. Den vare, man således opnår, kaldes klipfisk. En skrei, der vejer 4,8 kg, afgiver 1 kg klipfisk. Tørfisken bliver som handelsvare forsendt fra Bergen. Trondhjem, Tromsø og Hammerfest, hovedsagelig til det nordlige Sverige og til Italien; Klipfisken går fra Ålesund, Kristiansund og Bergen for størstedelen til Spanien, Portugal, Brasilien og de spansktalende lande i Syd- og Mellemamerika. De vigtigste biprodukter ved torskefiskerierne er levertran (hvoraf dampmedicintran er det fineste produkt), saltet rogn, der bruges som agn ved de franske sardinfiskerier, samt de afskårne hoveder og de udtagne indvolde, der afgiver råstoffet for fabrikmæssig fremstillet guano (gødning).

## Sildefiskeriet
Efter torskefiskerierne kommer i betydning sildefiskerierne. Også disse drives omtrent langs den hele kyst, især dog i farvandene på vestkysten mellem Stavanger og Finmark. De er langt mere ustadige end skreifiskeriet; lange perioder med rig fangst kan følges af år, da dette fiskeri slår totalt fejl. Ved sildefiskerierne gælder det at udnytte det gunstige øjeblik, da stimerne sætter ind under land, ofte for lige så hurtig igen at forsvinde. Silden kommer fra havet om vinteren for at gyde i skærgårdens grunde farvande, om sommeren, men altid lige uregelmæssigt, for at søge næring i den drivende plankton. Disse fiskerier kan da deles i følgende hovedgrupper:
1. Vårsildfiskeriet, som i almindeligvis foregår i januar—april på kysten mellem Stat og Stavanger med to hovedafsnit, det »søndre distrikt« omkring byen Haugesund og det »nordre distrikt« mellem Bremanger og Stat.
2. Sommer- eller fedsildfiskeriet fra juli til sen høst på strækningen mellem Stat og Finmark, men overvejende mellem Trondhjemsfjordens udløb og Troms fylke.
3. Storsildfiskeriet, som hovedsagelig foregår i november—december og i de senere år på det åbne hav, først uden for Færøerne og Frøien, for efterhånden at flytte sig længere sydover, navnlig uden for Nordmør og Søndmør. Det såkaldte østlandsfiskeri, der midtvinters finder sted fra Hvaler ved Kristianiafjordens udløb til Kristiansand, henregnes til storsildfiskeriet.
4. Fangst af småsild, særlig brugt til agn, foregår så godt som overalt på kysten lige op til Finmark.

Al sild, den forekommer i de nævnte fiskerier, antages at høre til samme stamme. Småsilden er de 1—2 år gamle individer; mellem 2 og 4 år bliver den »fedsild«, senere, mellem 4 og 8 år, benævnes den snart storsild, snart vårsild. En egen lille sildeart er brislingen (clupea sprattus), der benyttes som råmateriale i hermetikindustrien. Den fiskes med snurpevod hele året, mest i Hordaland (Søndre Bergenshus) og Rogaland (Stavanger) fylker og omkring Hvaler ved Kristianiafjordens munding. Den årlige fangstmængde af brisling har 1910—19 vekslet mellem 25.000 og 252.000 hl til en værdi af mellem 1 1/4 og 4 3/4 mio. kr. Al fangsten benyttes næsten udelukkende til fremstilling af »norske sardiner«, som i de senere år er blevet en verdensartikel. Denne industri han sit hovedsæde i Stavanger. Alene af »sardiner« (i de senere år altid af hensyn til Frankrigs sardinindustri kaldt »brisling«) blev 1914 eksporteret 15,5 mio. kg, overvejende til Amerikas Forenede Stater, Storbritannien og Tyskland, men også til Sydafrika, Australien og Kanada.
Foruden i de foran nævnte sildefiskerier langs Norges kyster deltager i de senere år et stedse stigende antal norske fartøjer i sildefiskerierne ved Island og i den nordlige del af Nordsøen. Til at fiske sild benyttes aldrig agn, men som fangstredskaber dels garn (såvel sætte- som drivgarn), dels not, en fællesbetegnelse for fiskeredskaber bestemte til at omslutte og indespærre fiskestimerne, der så drages til land (hvorfor redskabet også ofte kaldes stænge- eller dragnot, i det sydøstlige Norge vad). Sildenoten, nu det mest anvendte fangstmiddel, kom først i brug omkring 1830. En stængenot kan være indtil 300 m lang og 40—50 m dyb; man kan derfor med en sådan not i et kast stænge store masser af sild inde, som da ofte holdes levende i noten lang tid igennem, idet man ved hjælp af mindre nøter (»orkastnøter«) efterhånden tømmer stænget eller »låset«, som det også kaldes. Det hænder ikke sjældent, at der gøres sildestæng, som kan udbringes i en værdi af 50.000 kr eller endog mere. Foruden den almindelige sildenot anvendes undertiden også de såkaldte snurpe- eller posenot, ved hvis hjælp fiskestimerne omringes ude i havet, hvorefter notens nedre del trækkes sammen, således at det hele kommer til at danne en »pose«, hvori fisken er indesluttet, og hvorfra den tømmes over i fangstfartøjet. Til et såkaldt »notbrug« hører en eller helst flere store notbåde samt et logifartøj for det hele »notlag«, der gerne bør tælle 14—18 mand under ledelse af en »notbas« (af hollandsk »baas«, chef, mester). I den nyeste tid benytter fiskerne mere og mere dampskibe, som slæber notbrugene til det sted, hvor man venter at træffe silden. Biprodukter ved sildefiskerierne er navnlig sildeolie og sildemel; det sidste er et værdifuldt kraftfoderstof til husdyrene, men benyttes undertiden også som gødning (guano).

## Bankefiskeriet
En egen art af fiskeri, hvis udvikling i de senere år har taget fart, er bankefiskerierne på de uden for kysten mellem Bergen og Finmarken, i Norskehavet liggende banker mellem Norge og Skotland samt ved Island og rundt om Færøerne. Der fiskes i disse fjernere farvande med liner efter kveite, lange og brosme fra dampskibe, motorfartøjer eller større dækkede sejlbåde.
Af mindre saltvandsfiskerier i de nærliggende farvande er følgende de vigtigste:
Seifiskeriet. Dette foregår på hele Norges kyst nord for Rogaland fylke, fornemmelig i selve skærgården og på nærliggende grunde uden for denne. Dette fiskeri foregår dels med snøre, dels med dorg, et fiskeredskab, bestående af en tynd line, der ender i en krog, som slæbes i vandets overflade efter det sejlende fartøj. I almindelighed benytter man samtidig 5—10 sådanne liner. Ved dette fiskeri benyttes også den såkaldte synkenot, en sæklignende not, som sænkes ned i en firkant enten helt til bunden eller til en passende dybde fra 4 både, der arbejder sammen. Når fiskestimen kommer over noten, hales den rask op ved hjælp af et tov, fæstet i hver af notens 4 hjørner. Omkring 1890 blev synkenoten indført ved torskefiskerierne i Lofoten, men denne anvendelse af noten blev snart atter forbudt.
Makrelfiskeriet foregår fra maj til september, dels på Skagerrakkysten og den sydlige del af Nordsøkysten, dels ude i Nordsøen, navnlig på det Jyske Rev og på Doggerbanke. Inde i fjordene drives dette fiskeri med garn, om høsten også med not; i skærgården fiskes makrellen med snøre og sildeagn fra udækkede både, i åben sø fra motor- eller dæksbåde med dorg eller drivgarn. Omkring halvdelen af makrelfangsten falder på høstmakrellen, hvoraf det meste i saltet tilstand udføres til Amerika. Af den øvrige makrelfangst eksporteres en stor del som fersk, iset vare til England. Udbyttet af makrelfiskeriet var 1919 18,76 mio. stk til en værdi af 5,98 Mill. Kr.
I de senere år er ålefiskeriet blevet meget almindeligt på Norges syd- og vestkyst indtil Trondhjemsfjorden. Der benyttes ved dette fiskeri enten såkaldte teiner, tragt- eller kurvelignende redskaber, flettet af vidjegrene, eller ruser, et hermed beslægtet fangstmiddel, bundet af bomuldsgarn med masker, hvis størrelse bestemmes efter den fiskeart, man ønsker at fange. Såvel teinen som rusen sænkes ned på selve havbunden.

## Skaldyr
Under fiskerierne henregnes også fangst af hummer, rejer, østers og (blå) skjæl. Hummer fiskes på kyststrækningen fra Kristianiafjorden op til Romsdalen. Dette fiskeri drives kun på en dybde af indtil 40 m ved hjælp af teiner. Der opfiskedes 1919 812.300 hummer til en værdi af 863.000 kr. Størstedelen af den fangede hummer udføres levende, mest til Danmark, Tyskland og England.
Af rejer kendte man i Norge tidligere kun den lille grundvandsreje, som lever i tang og søgræs, og som blev fisket ved hjælp af en håv. I 1890’erne begyndte man imidlertid at fiske en stor dybvandsreje, der lever 120—160 m dybt i de norske fjorde. Denne er siden 1890’erne blev fisket ved hjælp af en trawl, dannet som et poseformet net, der slæbes langs bunden af et fartøj i langsom fart.
Østers forekom i tidligere tider meget almindeligt på kysten af det sydlige Norge og i den østligste del af Nordlands fylke. Nu er der kun lidet tilbage af østers i Norge. I dette århundrede har der imidlertid været gjort forsøg med kunstig østersavl, af hvilken virkningerne i de sidste år har været sporet.

## Økonomisk betydning
Værdien af det årlige fangstudbytte af samtlige norske saltvandsfiskerier for tiåret 1901—10 var gennemsnitlig 36,4 mio. kr (den mindste værdi havde 1901 med 28,8 mio. kr, den største havde 1910 med 47,3 mio. kr). I de følgende år steg udbyttet overordentlig stærkt. Disse fiskerier udbragte nemlig (i mio. kr):
1911: 54,5;
1912: 54,2;
1913: 53,8;
1914: 61,8;
1915: 87,3;
1916: 187,6;
1917: 138,1;
1918: 135,2;
1919: 159.
I de følgende år er der atter en mærkbar nedgang med betydelig formindsket eksport. 1922 blev der af sild udført 829.000 tønder mod 626.000 i 1921 og 1.222.000 i 1920. Klipfiskeksporten beløb sig 1922 til 23 mio. kg mod 27,5 mio. i 1921 og 37,7 mio. i 1920, mens det udførte kvantum af denne vare 1914, 1915 og 1916 var henholdsvis 53,7, 43,7 og 43,7 mio. kg. Udførslen af anden torsk (rundfisk) androg 1922 13,4 mio. kg. Af saltet makrel blev der eksporteret 37.603 tønder i 1922 mod 21.000 i 1921, 27.000 i 1920; af fersk, iset makrel var udførslen i de samme år henholdsvis 503.000, 289.000 og 244.000 kg. Af fersk laks 543.000, 470.000 og 261.000 kg, af hummer 825.000, 414.000 og 375.000 stk. Af sildemel blev der 1922 udført 14,7 mio. kg mod 12,3 mio. i 1921 og 26,8 mio. i 1920. Desuden blev der 1922 udført 110.000 kg levermel.

## Hermetikindustrien
Nær forbundet med fiskerinæringen er hermetikindustrien, som i Norge i dette århundrede har haft en rask udvikling, navnlig efter at Stavanger var blevet dens hovedsæde. Stigningen fremgår af følgende tal, der angiver eksportværdien af disse varer, hvoraf den vigtigste fremstilles af brislingsilden, den »norske sardin«. Denne værdi var 1895 0,8, 1905 5, 1910 14, 1915 62 og 1920 40 mio. kr.
Der blev af disse varer 1922 udført 22 mio. kg mod 15,9 mio. i 1921 og 20,1 mio. i 1920. Mens antallet af hermetikfabrikker i 1908 var 56 med 3.600 arbejdere, er dette tal 1922 steget til omkring 200 fabrikker med tilsammen 6—7.000 arbejdere.

## Ferskvandsfiskeri
I sammenligning med saltvandsfiskerierne har ferskvandsfiskeriet i Norge kun ringe betydning. Mens de første afgiver en hovednæringsvej for en stor del af landets befolkning, er ferskvandsfiskeriet altid et bierhverv og ofte kun genstand for sport. Størst økonomisk betydning har laksefiskeriet. I tidligere århundreder var dette fiskeri meget rigt i mange af Norges elve, men ved rovfiskeri aftog det så stærkt, at der ved midten af 19. århundrede kun fandtes få lakseelve tilbage. Ved fredning og kunstig fiskeavl er der imidlertid senere udrettet adskilligt til atter at bringe dette fiskeri på fode. De bedste lakseelve er nu Tana, Namsen, Gula, Orkla, Mandalselven og (Numedals)lågen. Der er dog indtrådt den væsentlige forandring i dette fiskeri, at mens det tidligere ganske overvejende blev drevet i elvene, foregår det nu mest i havet uden for disses munding i den tid, fisken søger op i elven. Nu falder kun 1/5 af fangsten på selve elvene. De vigtigste søfiskedistrikter er kysten mellem Søndhordland og Stat, langs Trondhjemsfylkerne og i Østfinmark. Laksefiskeriet til søs foregår hovedsagelig i månederne maj—juli, i elvene gerne lidt senere. Laksefiskeri er nu forbudt i omtrent 2/3 af året, men med lidt uens tider for sø- og elvefiskeri. Det meste fiskeri foregår nu ved et meget virksomt redskab, kaldt »kilenot«, et med ledningsgarn forsynet selvfangende fangstredskab, indrettet som en ruse, idet laksen gennem en trang åbning kommer ind i et (eller to) rum, hvorfra den højst vanskelig kan finde ud. Der anvendes for øvrigt ved dette søfiskeri også almindelig not og sættegarn, i enkelte distrikter også drivgarn. Laksen udføres mest som fersk, iset vare, hovedsagelig til England og Tyskland. De allerfleste lakseelve bortforpagtes nu til sportsfiskeri med stang. Søørred fanges mest på samme måde som laks, men da der kun er lidt af den, regnes den opfiskede salgsvare sammen med laksen. Forskellig fra søørred er den almindelige ørred, ofte kaldt »fjeldørred«, som findes over det hele land og er Norges vigtigste ferskvandsfisk. Al norsk ørred tilhører samme art, men i størrelse, farve, form og velsmag er der stor forskel efter de lokale forhold. Den egentlige fjeldørred er kendt for den fortrinlige smag, dens stærkt rødlige kød får af fjeldvandenes næringsstoffer. I de senere år høres der klager over, at ørreden begynder at forsvinde fra de norske fjeldvande.
Af andre ferskvandsfisk, der til dels fanges i betydelige mængder, er de almindeligste røie, sik, aborre, gedde og harr. De 4 sidstnævnte findes næsten udelukkende på Østlandet samt i Troms og Finmarks fylker. I Mjøsen og den nedre del af Lågen findes den såkaldte lakesild, en med siken nær beslægtet fiskeart, der giver anledning til et lokalt fiskeri af nogen betydning.
Det samlede opfiskede kvantum og den samlede for fiskerne udbragte værdi af Norges samtlige fiskerier viser i tiåret 1910—19 følgende progression:
År	Mængde i t Værdi i Mill.
1910	519638	47,34
1911	571427	54,48
1912	636726	54,1?
1913	582768	53,77
1914	598588	61,85
1915	557494	87,29
1916	580213	187,65
1917	557096	138,05
1918	604000	135,17
1919	656709	159,04

## Forvaltning
Den øverste offentlige administration af fiskerierne er i Norge underlagt et regeringsdepartement. Saltvandsfiskerierne er henlagt til handelsdepartementet, under hvilket der sorterer en fiskeridirektør, som har sit kontor i Bergen (fiskeridirektoratet), og under hvem der tjenstgør en del dels videnskabelig, dels praktisk uddannede assistenter. Fiskeridirektøren har ved sin side et fiskeriråd, bestående af repræsentanter fra kystdistrikterne, og som træder sammen en gang årlig til behandling af spørgsmål vedrørende saltvandsfiskerierne, blandt andet det offentlige fiskerivæsens budget og økonomi.
De praktisk-videnskabelige undersøgelser, der omfatter såvel oceanografiske spørgsmål som havets biologi, drives særlig ved en forsøgsstation i Bergen og under de ekspeditioner, dennes skibe årlig foretager. Det første togt af denne art foretoges 1900 under ledelse af dr. Johan Hjort med et af staten bygget, for øjemedet indrettet, eget fartøj: »Michael Sars«. Senere er der så godt som hvert år foretaget lignende undersøgelsesekspeditioner, i de senere år navnlig under ledelse af professor Bj. Helland-Hansen i samarbejde med professor Fridtjof Nansen.